# Тебо
Тебо (индон. Tebo) — округ в составе провинции Джамби. Административный центр — город Муара-Тебо.

## География
Площадь округа — 6184 км². На западе граничит с округом Бунго, на юге — с округами Мерангин и Саролангун, на востоке — с округами Западный Танджунг-Джабунг и Батангхари, на севере — с территорией провинции Риау, на северо-западе — с территорией провинции Западная Суматра.

## Население
Согласно переписи 2010 года, на территории округа проживало 297 735 человек.

## Административное деление
Территория округа Тебо административно подразделяется на 13 районов (kecamatan):
| - Муара-Табир - Римбо-Буджанг - Нижний Римбо - Верхний Римбо - Серай-Серумпун - Сумай | - Нижний Тебо - Центральный Тебо - Верхний Тебо - Тенгах-Илир - VII Кото - Нижний VII Кото - Верхний VII Кото |